# Палац Ла Куба (Палермо)
Палац Ла Куба, Палермо( італ. La Cuba ) — палац, вибудований у формах арабської архітектури у місті Палермо в 12 ст.

## Історія створення
Палацовий ансамбль був створений за наказом короля Сицилії Вільгельма ІІ Доброго. Останній мав незвичні смаки і був прихильником арабської архітектури. Палац Ла Куба у оточенні садів вибудували на шляху до нової резиденції короля та монастиря Монреале. Сам палац та його інтер'єри були вибудовані у формах арабської архітектури. Наближеність палацу до кубічної форми і обумовила його назву Ла Куба.
Покинутий палац два століття по сметрі короля відвідав письменник Джованні Бокаччо, котрий дав згадку про споруду у книзі «Декамерон».

## Павільйон Кубола

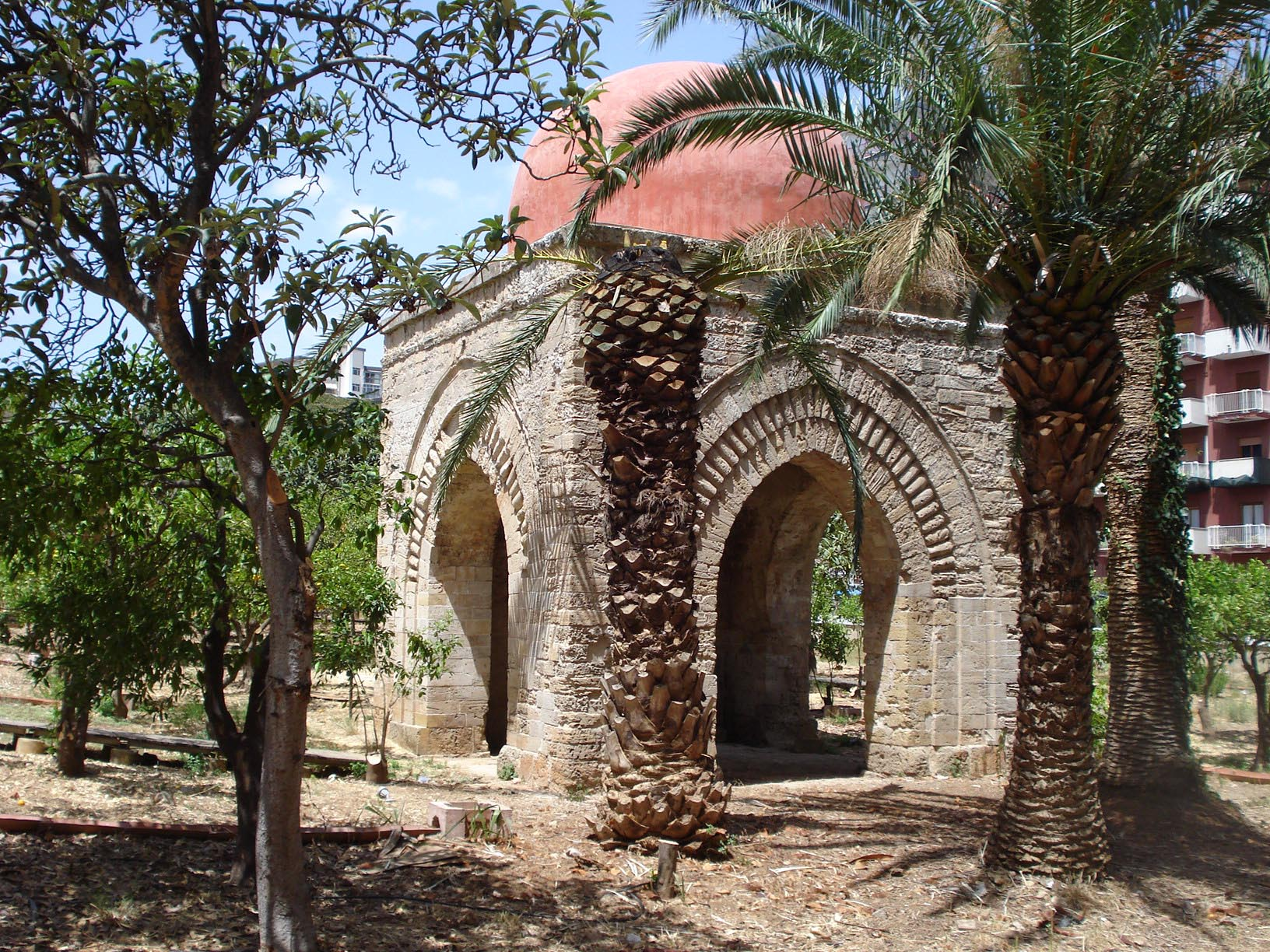
Павільйон Кубола, фото 2009 року.

В первісний ансамбль входили палац Ла Куба, штучний прямокутний ставок глибиною два метри, навколишні сади та павільйон Кубола. Павільйон чотирикутний, кубічний за формою, критий простим, видовженим куполом. Чотири фасаду павільйону прорізані стрільчастими арками.

## Подальша історія палацу
Після втрати Сицилією незалежності палац Ла Куба мав невідповідне для палацової споруди використання, а штучний ставок знищили. В період 1576 — 1621 років під час епідемії чуми тут облаштували шпиталь. Чужинська на смаки європейців арабська архітектура нікого не цікавила. У 18-19 століттях при Бурбонах палац перебудували, а навколишню територію забудували казармами для кавалерії та облаштували плац, а згодом покинули.
На початок 20 століття палац стояв руїною. 1921 року руїна палацу у тісній невідповідній забудові перейшла у майно уряду Сицилії. Були розчищені руїни, а споруда пройшла консервацію. Більшість невідповідних прибудов 18 століття були розібрані, як і тогочасні дахи. Це дозволило відкрити первісні частини доби норманів 12 ст. Реставраційні роботи у 20 столітті проводили надто повільно. За планом, тут розташують музей сицилійської арабської культури. 

## Вибрані фото

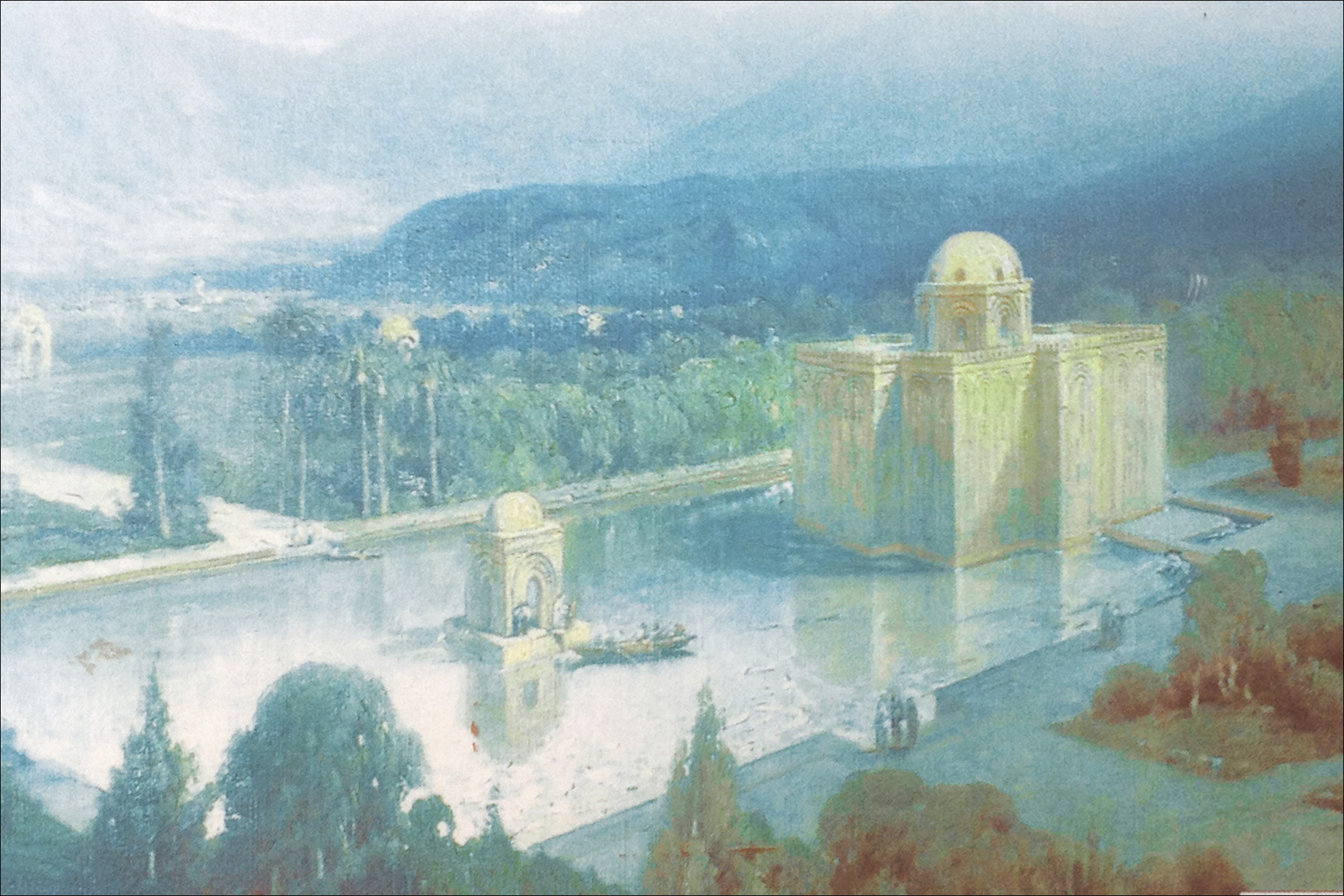
Реконструкція первісного вигляду палацу Ла Куба на штучному ставку.

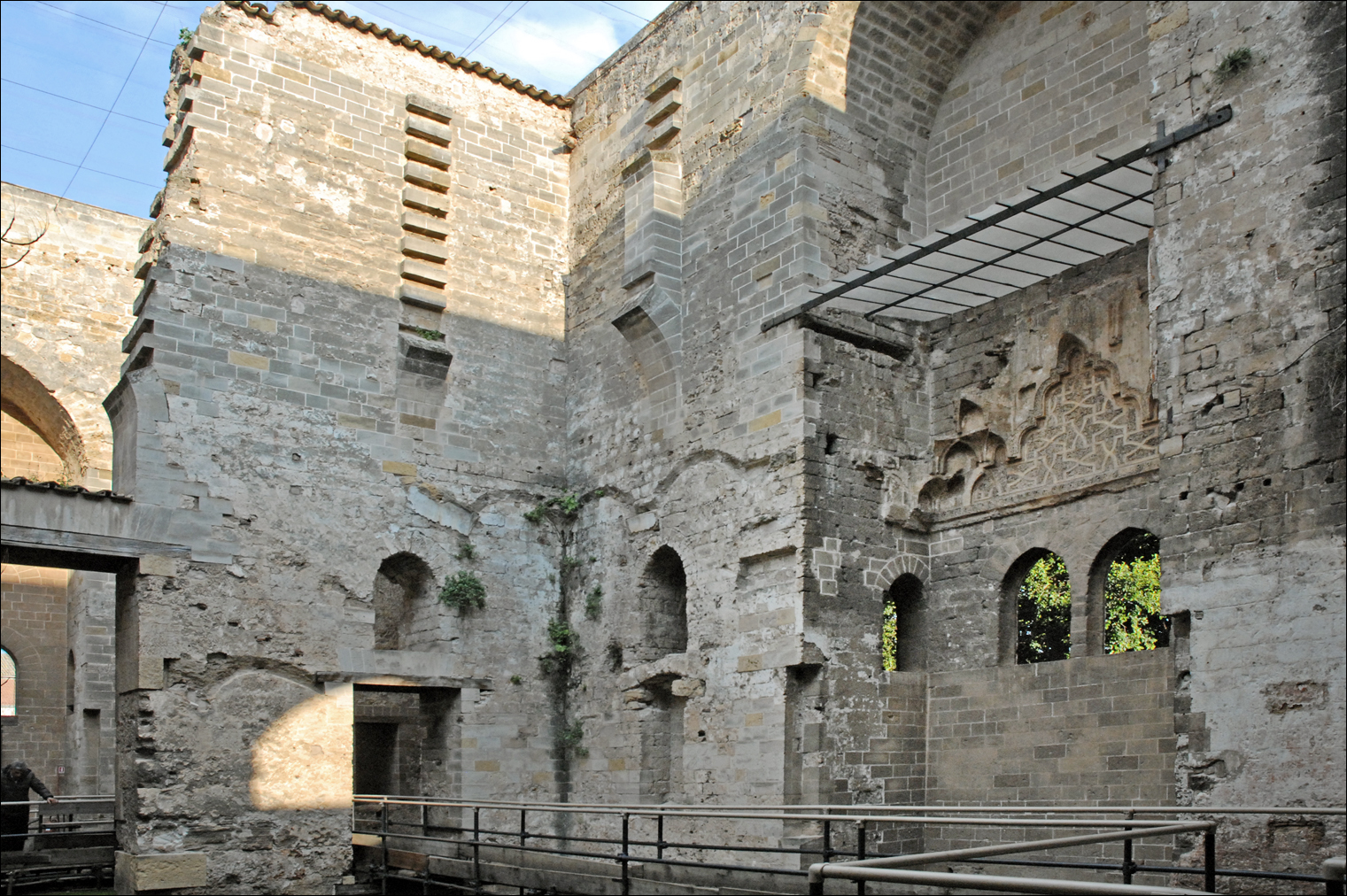
Поруйнований палац, вигляд з середини

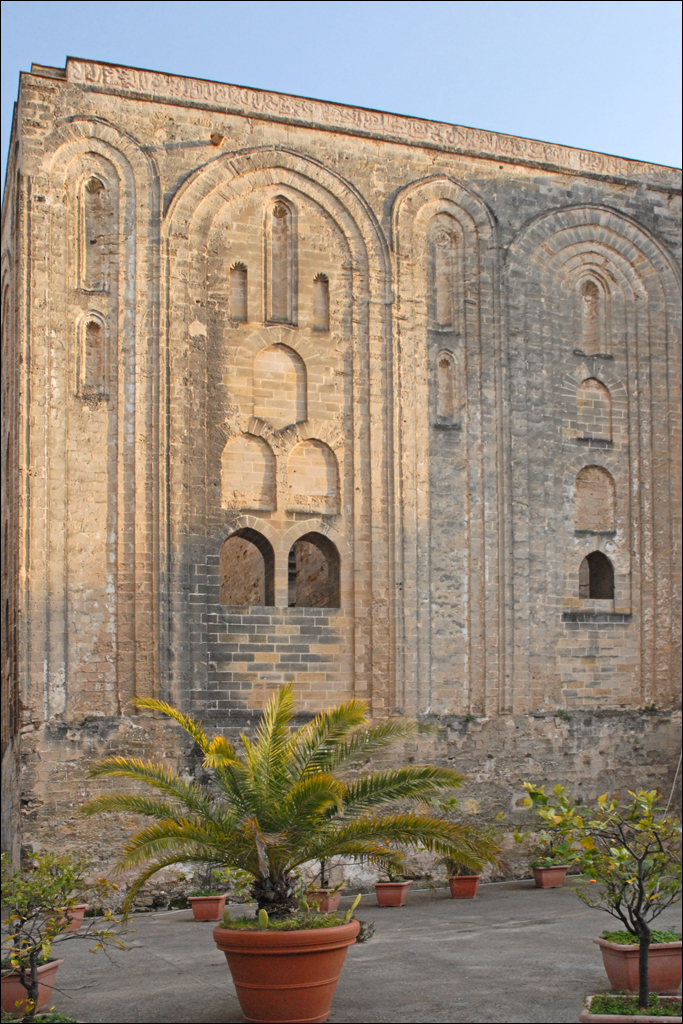
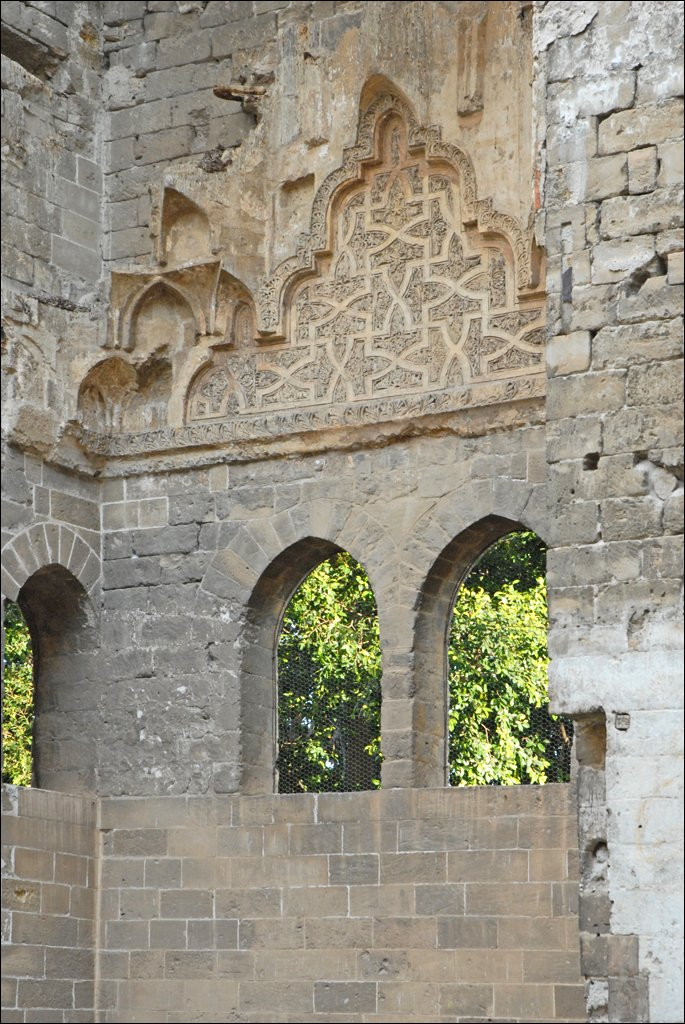
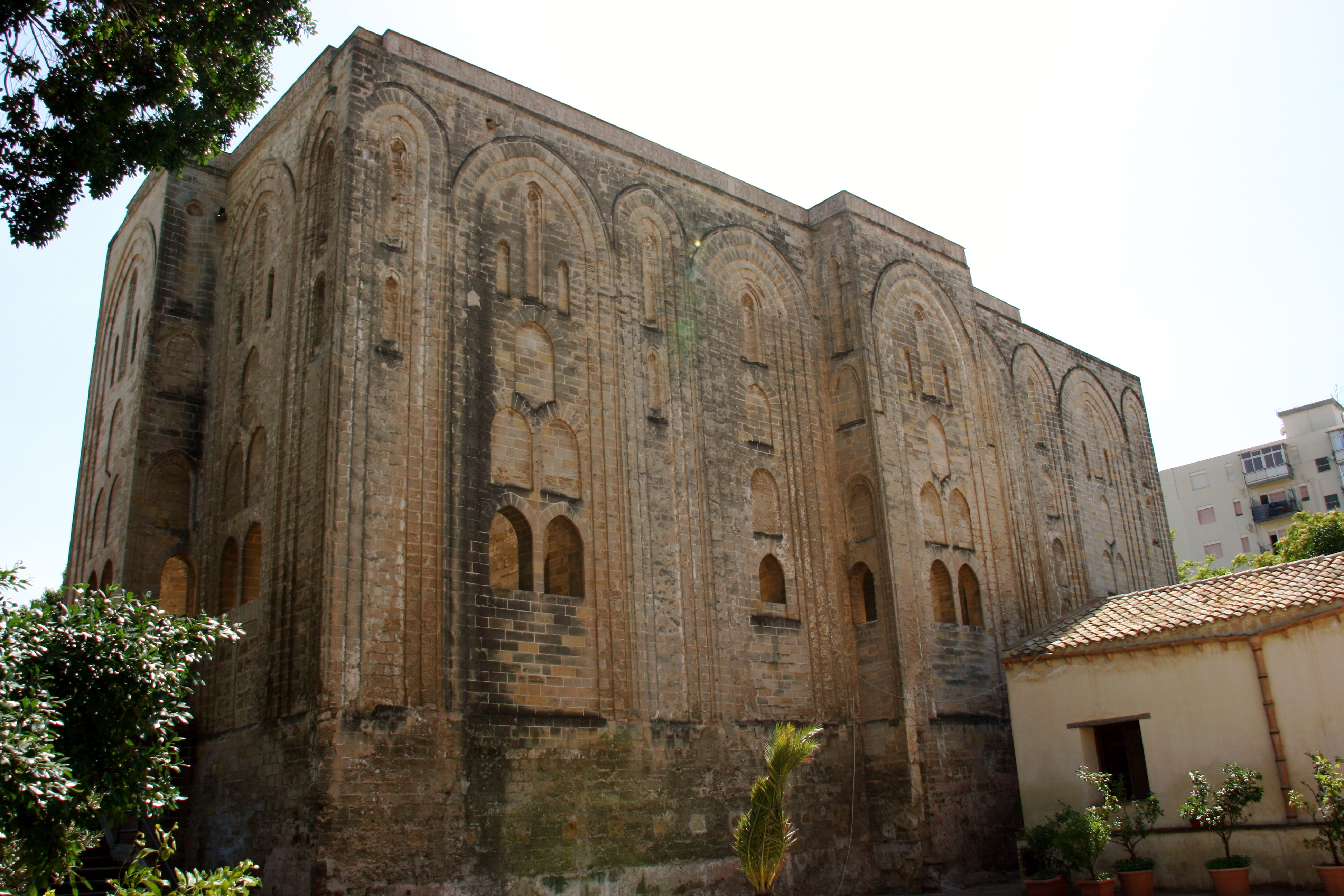
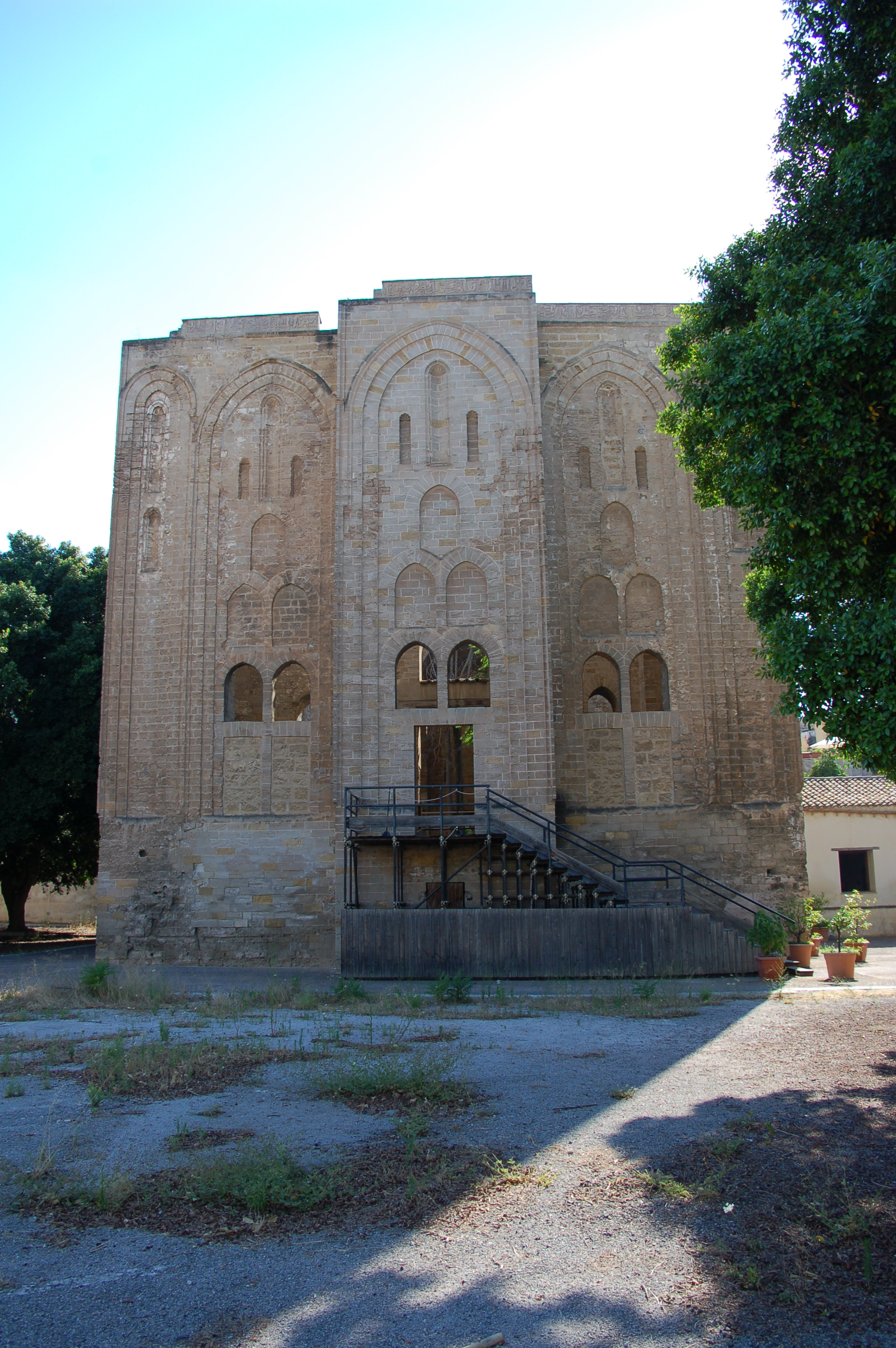